# Acartia remivagantis
Acartia remivagantis is een eenoogkreeftjessoort uit de familie van de Acartiidae. De wetenschappelijke naam van de soort is voor het eerst geldig gepubliceerd in 1946 door Oliveira.